# Депортації західноукраїнського населення із земель, що відійшли до Польщі
Депорта́ції західноукраї́нського насе́лення із земе́ль, що відійшли́ до По́льщі — насильницьке виселення українців з етнічних українських територій, які опинились в складі Польської республіки.
У 1944—1945 рр. почалися депортації західноукраїнського населення з земель, що відійшли до Польської республіки. В Польській республіці нарахували 460500 українців, які підлягали депортації. При розселенні основну їх масу планували спрямувати на Східну Україну (316 324 осіб, або 68,7 % від загальної кількості депортованих). Дещо пізніше в Польській республіці було усього взято на облік 497 682 українців (125949 родин). До липня 1946 р. було евакуйовано 482 880 чол. (122 622 родини), тобто 97 %. Саме виселення українців із їх споконвічних земель розпочався 1 листопада 1944 р. відправленням першого ешелону з жителями села Стрільці Грубешівського повіту. Ешелон складався з 28 вагонів, що повезли в УРСР перші 78 господарств з 290 осіб.
На початку основна маса депортованих спрямовувалась у східні області. На 10 грудня 1944 р. в Запорізьку, Одеську, Дніпропетровську, Херсонську та Миколаївську області було спрямовано 81 % депортованих або 3 121 родина з 11 735 осіб. Наприкінці березня 1945 р. у вищезазначені області, а також у Полтавську, Сумську, Сталінську, Кіровоградську, Вінницьку та Харківську області прибуло 93,1 % депортованих або 19796 родин з 71839 осіб. Надалі кількість переселенців у Східну Україну постійно зменшувалась. «Евакуйованих» розселяли по всій території Української РСР, проте до кінця 1947 року більшість людей оселилася в західній її частині і, зокрема, в Тернопільській області. Переважна більшість депортованих опинилася в селах і тільки незначна їх частина була задіяна у промисловості.